# Uzer (Ardèche)
Pour les articles homonymes, voir Uzer.
Uzer [yzɛʁ] est une commune française, située dans le département de l'Ardèche en région Auvergne-Rhône-Alpes.
Ses habitants sont appelés Uzérois et Uzéroises.

## Géographie

### Situation et description
Uzer est une commune essentiellement rurale située dans la partie méridionale du département de l'Ardèche. Elle est rattachée à la communauté de communes Val de Ligne.

### Climat
Pour des articles plus généraux, voir Climat d'Auvergne-Rhône-Alpes et Climat de l'Ardèche.
En 2010, le climat de la commune est de type climat méditerranéen franc, selon une étude du CNRS s'appuyant sur une série de données couvrant la période 1971-2000. En 2020, Météo-France publie une typologie des climats de la France métropolitaine dans laquelle la commune est exposée à un climat de montagne ou de marges de montagne et est dans la région climatique  Provence, Languedoc-Roussillon, caractérisée par une pluviométrie faible en été, un très bon ensoleillement (2 600 h/an), un été chaud (21,5 °C), un air très sec en été, sec en toutes saisons, des vents forts (fréquence de 40 à 50 % de vents > 5 m/s) et peu de brouillards. 
Pour la période 1971-2000, la température annuelle moyenne est de 13,6 °C, avec une amplitude thermique annuelle de 17,2 °C. Le cumul annuel moyen de précipitations est de 1 163 mm, avec 7,6 jours de précipitations en janvier et 4,1 jours en juillet. Pour la période 1991-2020, la température moyenne annuelle observée sur la station météorologique de Météo-France la plus proche, « Lanas Syn », sur la commune de Lanas à 6 km à vol d'oiseau, est de 13,7 °C et le cumul annuel moyen de précipitations est de 1 066,6 mm,. Pour l'avenir, les paramètres climatiques de la commune estimés pour 2050 selon différents scénarios d'émission de gaz à effet de serre sont consultables sur un site dédié publié par Météo-France en novembre 2022.

### Hydrographie
La commune est traversée par la Lande, rivière prenant sa source à Lentillères et se jetant dans la Ligne qui borde le territoire communal au sud,. Le ruisseau des Alobres, dont la source se trouve à Lachapelle-sous-Aubenas, est un affluent de la Lande. Leur confluence se trouve sur le territoire communal.

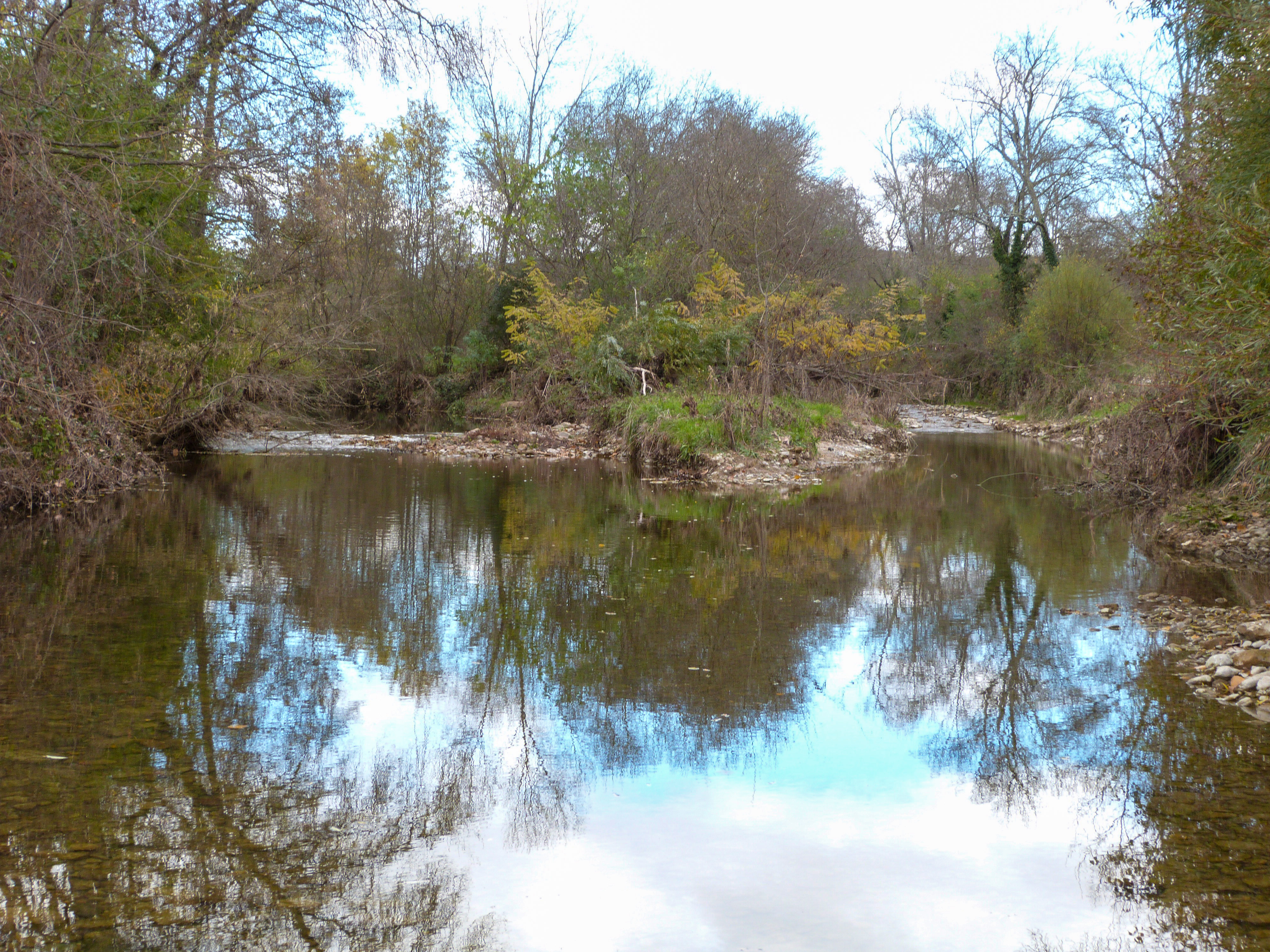
Confluence entre la Lande (gauche) et le ruisseau des Alobres.
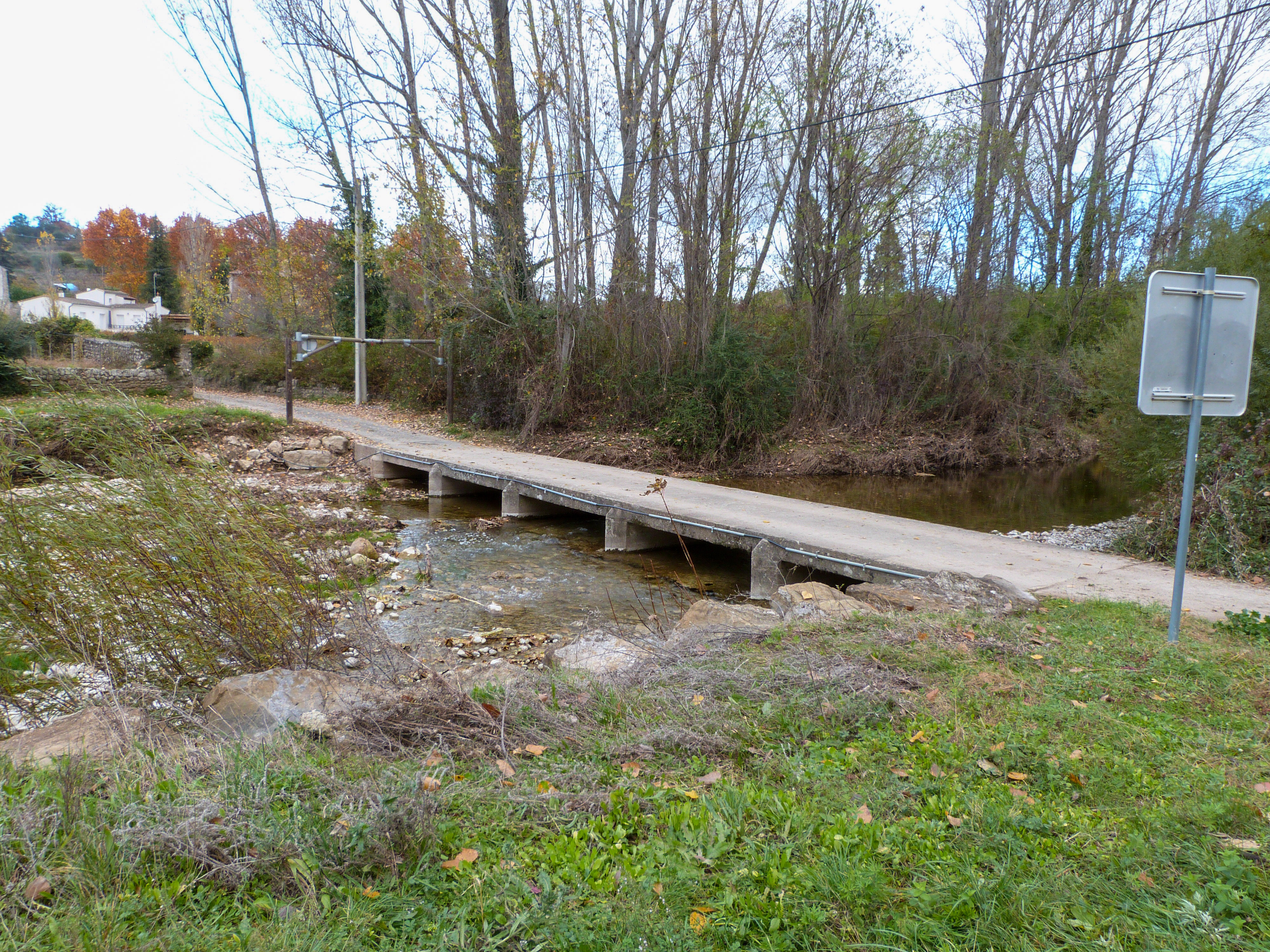
La Lande.

### Voies de communication
Uzer est traversée par la D 104, l'ancienne RN 104 qui permet de relier Aubenas à Alès. La commune était historiquement traversée par la ligne de Saint-Sernin à Largentière. Cette ligne ferroviaire est devenue une voie verte, la Via Ardèche, et relie la commune a Vogüé, Ruoms et Grospierres,.

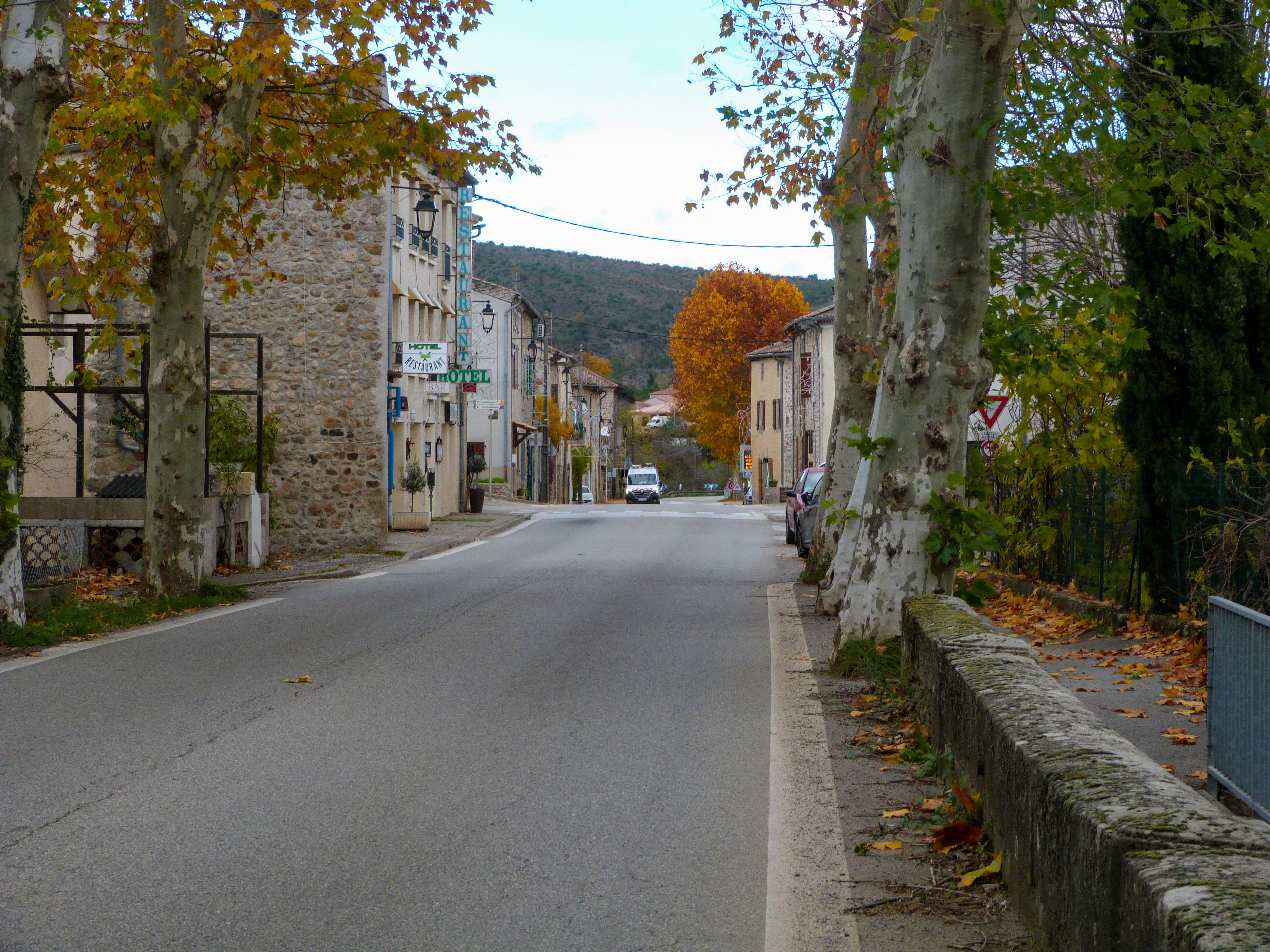
La D104, rue principale de la commune.

## Urbanisme

### Typologie
Au 1er janvier 2024, Uzer est catégorisée commune rurale à habitat dispersé, selon la nouvelle grille communale de densité à 7 niveaux définie par l'Insee en 2022.
Elle appartient à l'unité urbaine d'Aubenas, une agglomération intra-départementale dont elle est une commune de la banlieue,. Par ailleurs la commune fait partie de l'aire d'attraction d'Aubenas, dont elle est une commune de la couronne,. Cette aire, qui regroupe 68 communes, est catégorisée dans les aires de 50 000 à moins de 200 000 habitants,.

### Occupation des sols
L'occupation des sols de la commune, telle qu'elle ressort de la base de données européenne d’occupation biophysique des sols Corine Land Cover (CLC), est marquée par l'importance des forêts et milieux semi-naturels (64,2 % en 2018), en augmentation par rapport à 1990 (62 %). La répartition détaillée en 2018 est la suivante : 
milieux à végétation arbustive et/ou herbacée (63,1 %), zones agricoles hétérogènes (15,1 %), zones urbanisées (11,2 %), cultures permanentes (9,5 %), forêts (1,2 %).
L'évolution de l’occupation des sols de la commune et de ses infrastructures peut être observée sur les différentes représentations cartographiques du territoire : la carte de Cassini (XVIIIe siècle), la carte d'état-major (1820-1866) et les cartes ou photos aériennes de l'IGN pour la période actuelle (1950 à aujourd'hui).

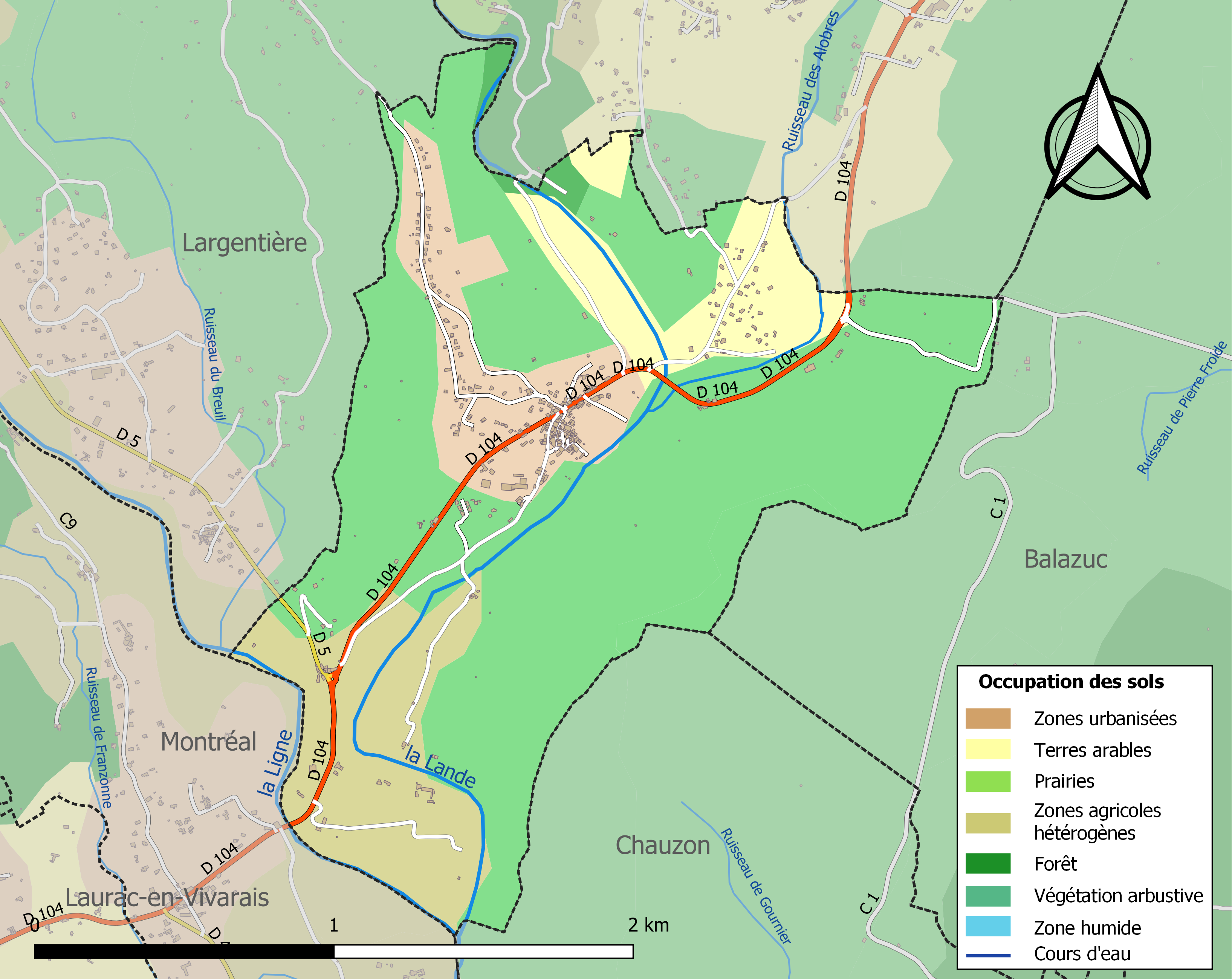
Carte des infrastructures et de l'occupation des sols de la commune en 2018 (CLC).

## Histoire
En 1851 Uzer, pourtant rurale, est l'une des onze communes dans le Vivarais cévenol où la densité de population dépasse 150 habitants/km2 - plus que dans le Vivarais de la vallée du Rhône. À l'époque les Hautes Cévennes sont plus peuplées que les plaines des Basses Cévennes, peut-être grâce à la présence du châtaignier dans les hauteurs où il se plaît mieux. Dans les plaines plus basses, c'est le développement du mûrier dès le début du XVIIIe siècle qui a accompagné la croissance démographique commencée au XVIIe siècle.

## Politique et administration

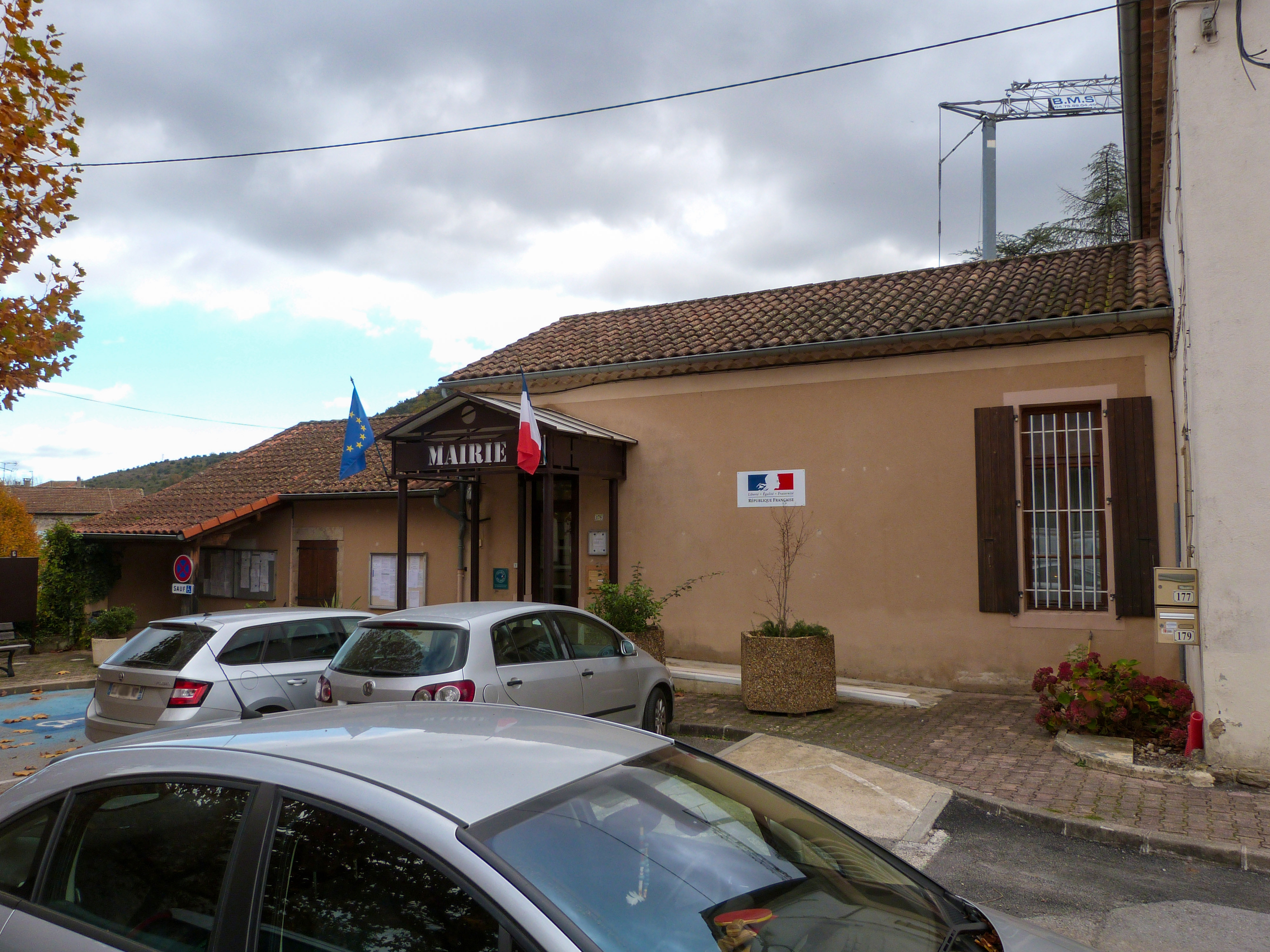
La mairie.

### Liste des maires
| Période                                  | Période                   | Identité            | Étiquette   | Qualité                 |
| ---------------------------------------- | ------------------------- | ------------------- | ----------- | ----------------------- |
| Les données manquantes sont à compléter. |                           |                     |             |                         |
| 1929                                     | 1941                      | Joseph Émile Mangin |             | Général français        |
| 1941                                     | 1944                      | Léon Fabregoule     |             |                         |
| mars 1959                                | mars 1977                 | Auguste Perrier     | MRP puis CD | Comptable               |
| juin 1995                                | mars 2001                 | Rachid Debousse     |             | Major de Police         |
| mars 2001                                | mars 2008                 | Jean-Claude Moretto | DVG         |                         |
| mars 2008                                | mai 2020                  | Jean Monnier        | MoDem       | Retraité de Gendarmerie |
| mai 2020                                 | En cours (au 2 juin 2020) | Yves Aubert         |             | Retraité SNCF           |

## Population et société

### Démographie
L'évolution du nombre d'habitants est connue à travers les recensements de la population effectués dans la commune depuis 1793. Pour les communes de moins de 10 000 habitants, une enquête de recensement portant sur toute la population est réalisée tous les cinq ans, les populations de référence des années intermédiaires étant quant à elles estimées par interpolation ou extrapolation. Pour la commune, le premier recensement exhaustif entrant dans le cadre du nouveau dispositif a été réalisé en 2006.

En 2022, la commune comptait 418 habitants, en évolution de +0,48 % par rapport à 2016 (Ardèche : +2,48 %, France hors Mayotte : +2,11 %).
| 1793 | 1800 | 1806 | 1821 | 1831 | 1836 | 1841 | 1846 | 1851 |
| ---- | ---- | ---- | ---- | ---- | ---- | ---- | ---- | ---- |
| 292  | 335  | 377  | 391  | 414  | 392  | 512  | 591  | 621  |

| 1856 | 1861 | 1866 | 1872 | 1876 | 1881 | 1886 | 1891 | 1896 |
| ---- | ---- | ---- | ---- | ---- | ---- | ---- | ---- | ---- |
| 600  | 567  | 508  | 531  | 532  | 439  | 446  | 400  | 433  |

| 1901 | 1906 | 1911 | 1921 | 1926 | 1931 | 1936 | 1946 | 1954 |
| ---- | ---- | ---- | ---- | ---- | ---- | ---- | ---- | ---- |
| 414  | 405  | 412  | 329  | 317  | 288  | 249  | 200  | 248  |

| 1962 | 1968 | 1975 | 1982 | 1990 | 1999 | 2006 | 2011 | 2016 |
| ---- | ---- | ---- | ---- | ---- | ---- | ---- | ---- | ---- |
| 259  | 274  | 305  | 337  | 368  | 336  | 385  | 442  | 416  |

| 2021 | 2022 | - | - | - | - | - | - | - |
| ---- | ---- | - | - | - | - | - | - | - |
| 416  | 418  | - | - | - | - | - | - | - |

### Enseignement
La commune est rattachée à l'académie de Grenoble.

### Médias
La commune est située dans la zone de distribution de deux organes de la presse écrite :
- L'Hebdo de l'Ardèche

Il s'agit d'un journal hebdomadaire français basé à Valence et couvrant l'actualité de tout le département de l'Ardèche.
- Le Dauphiné libéré

Il s'agit d'un journal quotidien de la presse écrite française régionale distribué dans la plupart des départements de l'ancienne région Rhône-Alpes, notamment l'Ardèche. La commune est située dans la zone d'édition de Privas, Aubenas et de la vallée du Rhône.
- Ici Drôme Ardèche est une radio publique diffusée sur son territoire et sur la totalité du département.

### Cultes
La communauté catholique et l'église d'Uzer (propriété de la commune) sont rattachées à la paroisse de Saint Joseph en Pays de Ligne, elle-même rattachée au diocèse de Viviers.

## Culture et patrimoine

### Lieux et monuments

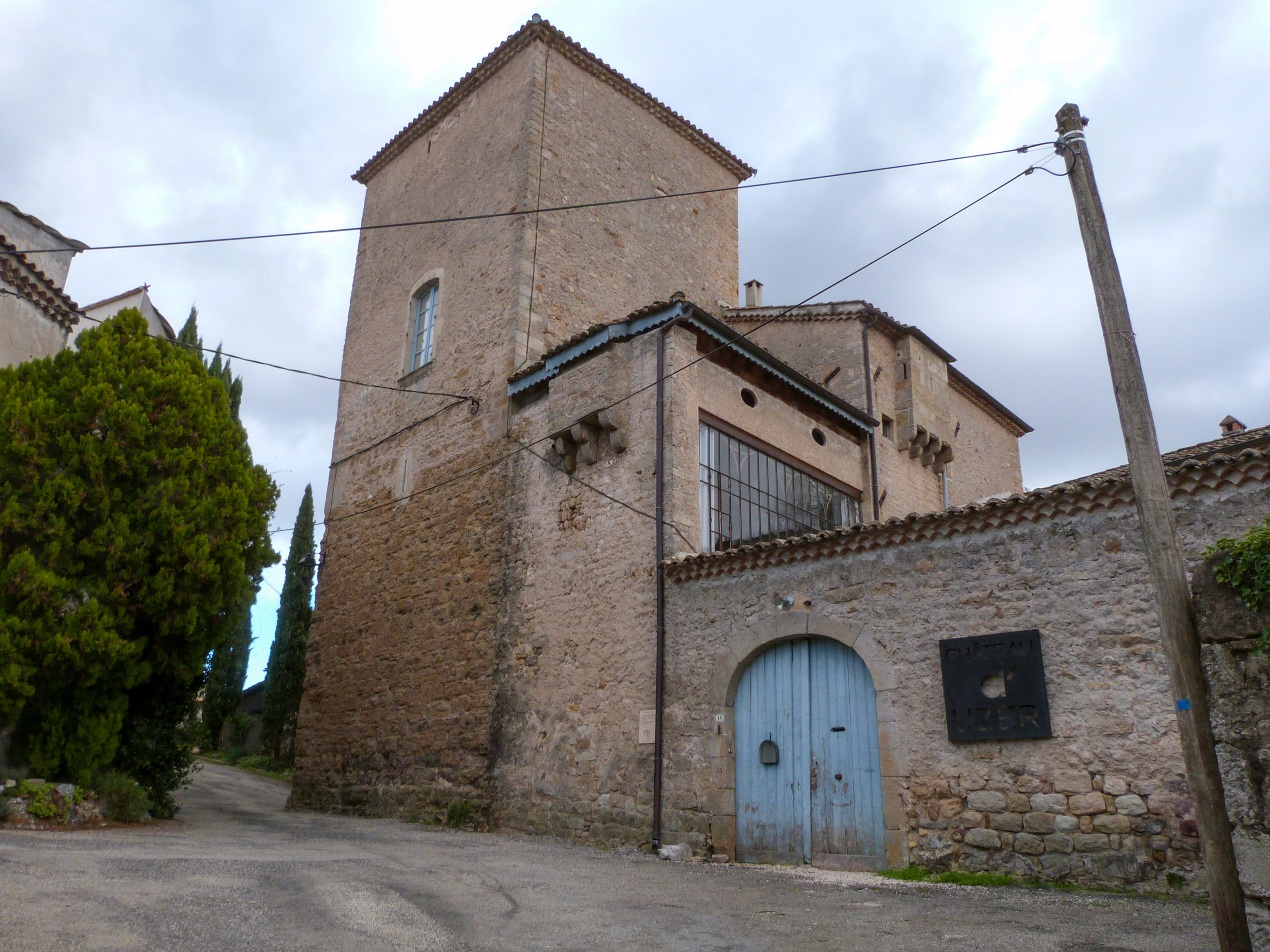
Le château d'Uzer.

- Le château d'Uzer : il fut la propriété du général Joseph Émile Mangin, qui fut aussi maire de la commune.
- L'église Saint-Pierre : la première église, dédiée à saint Genest, fut démolie en 1825, l'actuelle église date de 1826.

Église Saint-Pierre
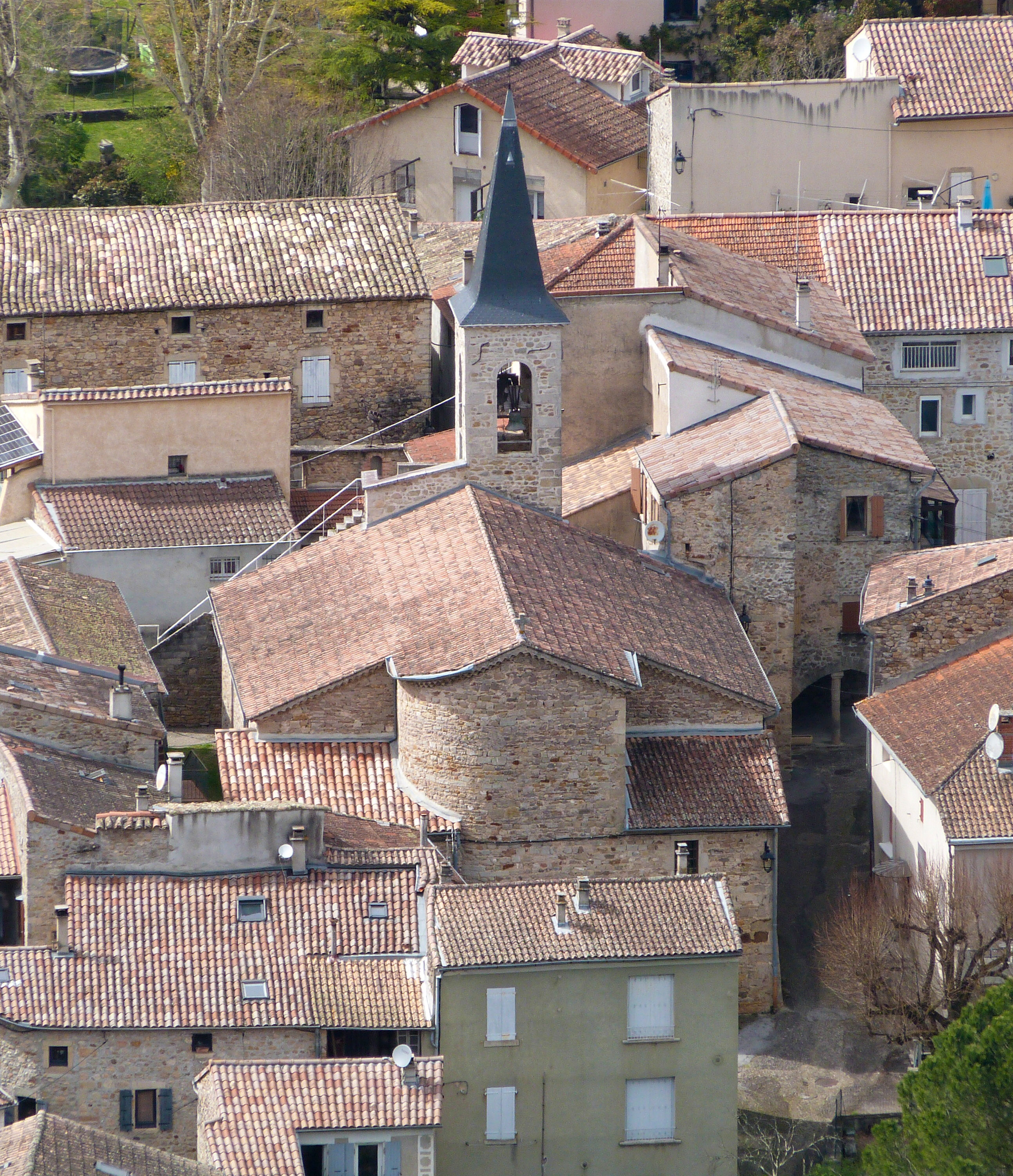
L'église d'Uzer depuis les collines.
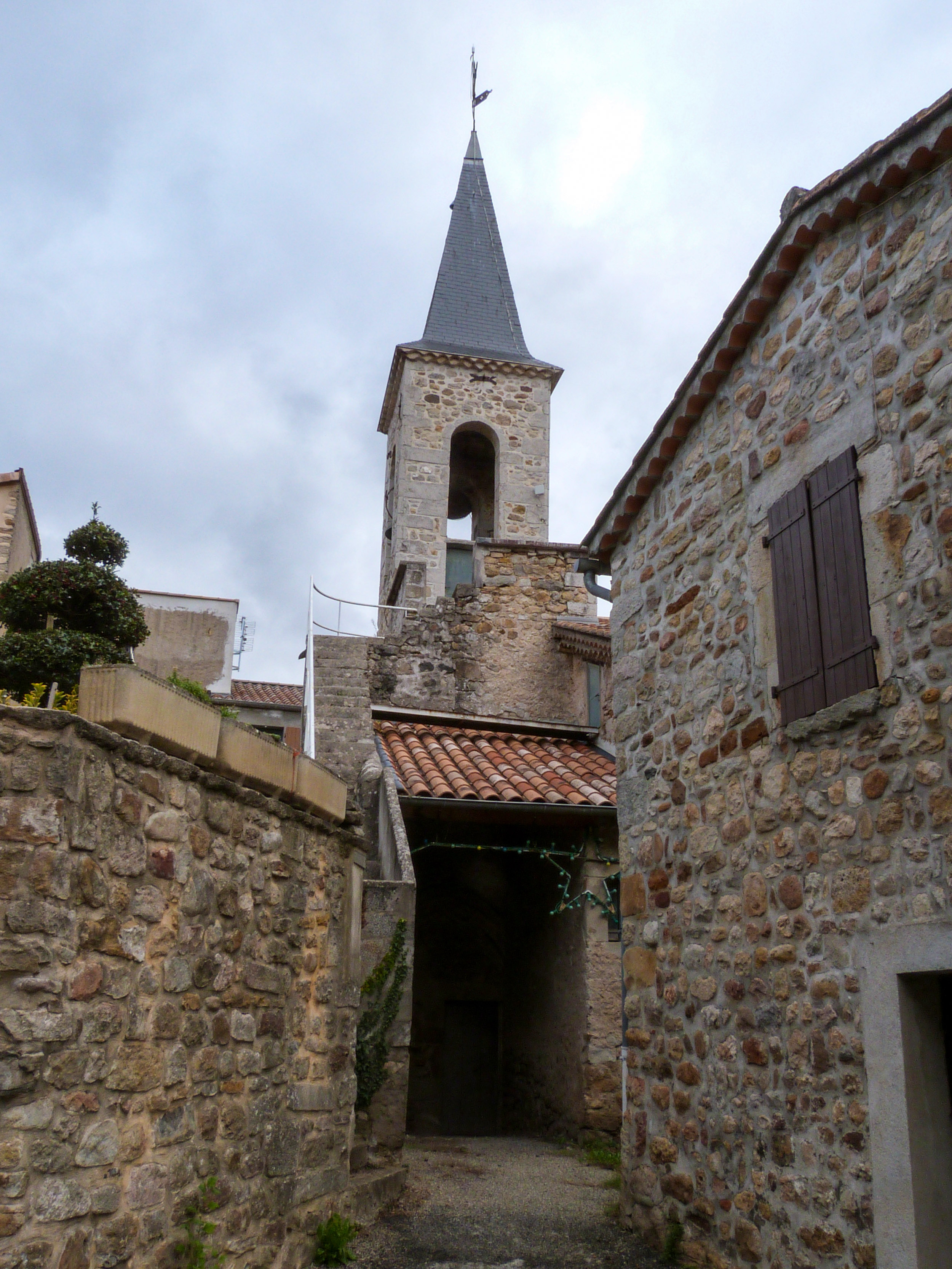
Le clocher et son escalier.
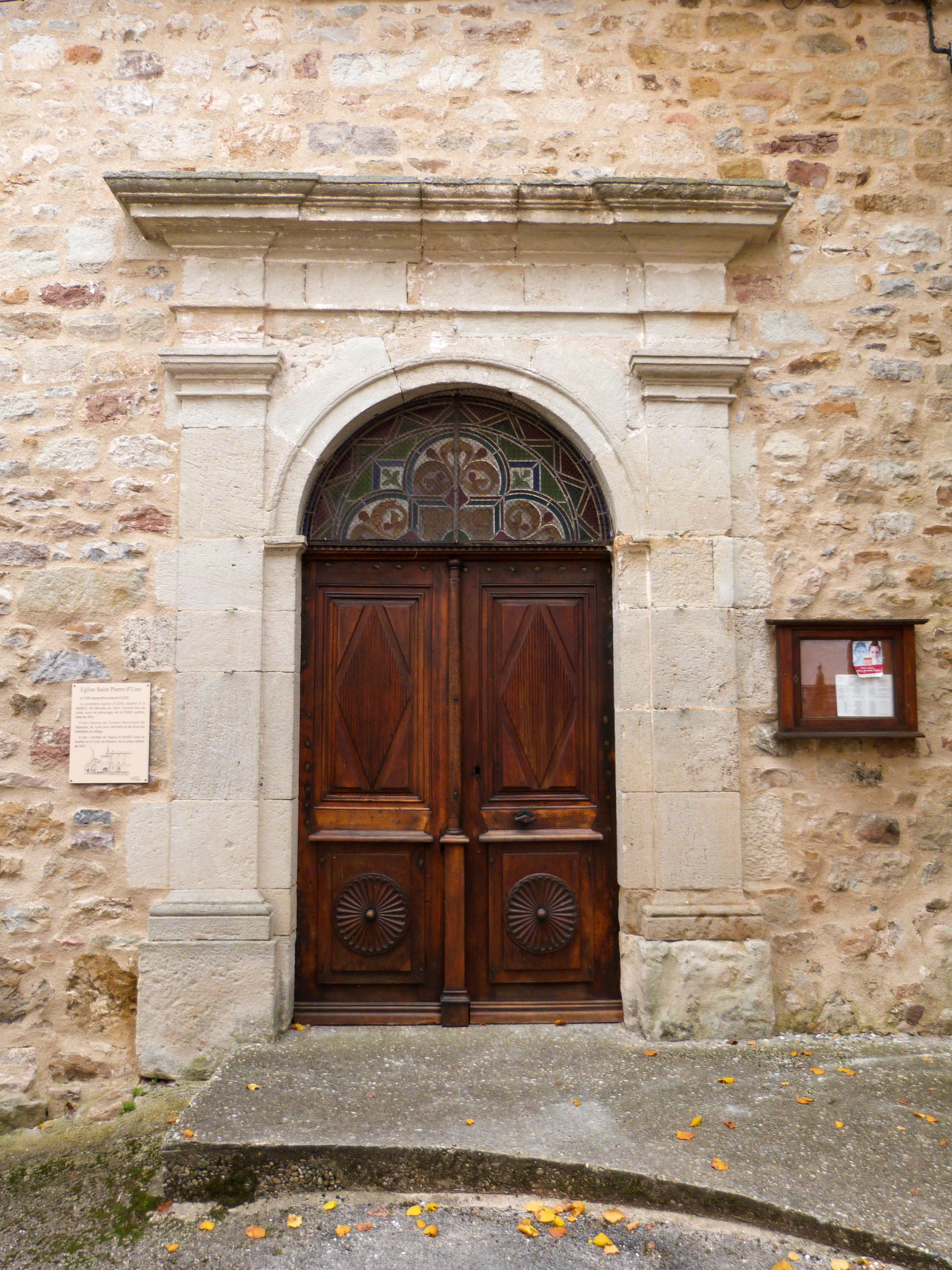
L'entrée de l'église.

### Personnalités liées à la commune
- Joseph Émile Mangin, général français.

### Héraldique
|  | Uzer (Ardèche) possède des armoiries dont l'origine et le blasonnement exact ne sont pas disponibles. |